# Wolfgang Reitherman
Wolfgang Reitherman   (Múnic, 26 de juny de 1909 - Burbank, 22 de maig de 1985) va ser un animador estatunidenc d'origen alemany que va treballar per a la companyia Disney, i és un dels Nou Ancians de Disney.

## Carrera
La seva família va emigrar als Estats Units quan ell era encara un nen. En 1933 es va graduar en el Institut d'Art Chouinard. Va començar a treballar per a Disney el 21 de maig de 1933, juntament amb altres animadors, com Ward Kimball i Milt Kahl. Els tres van treballar junts en diversos curtmetratges, com The Band Concert, Music Land i Elmer Elephant. En 1937 va animar algunes seqüències del primer llargmetratge animat de la companyia, Snow White and the Seven Dwarfs.
Entre 1940 i 1980, any del seu retir, va treballar en diversos llargmetratges de Disney, des de Pinotxo, en la qual va treballar com a director d'animació fins a The Fox and the Hound (1981). Va ser director d'animació, productor, director de seqüències i fins i tot va aparèixer en persona en una pel·lícula de 1941 titulada The Reluctant Dragon.
Va dirigir, amb altres animadors, diversos clàssics de Disney, com 101 dàlmates, The Sword in the Stone, El llibre de la selva, Els Aristogats, Robin Hood i The Rescuers.
Va morir en 1985 en un accident de circulació. En 1989 va ser nomenat Llegenda Disney.

## Filmografia
| Any  | Títol                                               | Crèdits                                                         |
| ---- | --------------------------------------------------- | --------------------------------------------------------------- |
| 1937 | La Blancaneu i els set nans                         | Animador                                                        |
| 1940 | Pinotxo                                             | Director d'animació                                             |
| 1940 | Fantasia                                            | Animation Supervisor – Segment "La consagració de la primavera" |
| 1941 | The Reluctant Dragon                                | Animador                                                        |
| 1941 | Dumbo                                               | Director d'animació                                             |
| 1943 | Saludos Amigos                                      | Animador                                                        |
| 1947 | Fun and Fancy Free                                  | Director d'animació                                             |
| 1949 | The Adventures of Ichabod and Mr. Toad              | Director d'animació                                             |
| 1950 | La Ventafocs                                        | Director d'animació                                             |
| 1951 | Alícia al país de les meravelles                    | Director d'animació                                             |
| 1953 | Peter Pan                                           | Director d'animació                                             |
| 1953 | Ben and Me (curt)                                   | Animador                                                        |
| 1955 | La dama i el rodamón                                | Director d'animació                                             |
| 1957 | The Truth About Mother Goose (curt documental)      | Director                                                        |
| 1959 | La bella dorment                                    | Director de seqüència                                           |
| 1959 | Donald in Mathmagic Land (curt)                     | Director de seqüència                                           |
| 1960 | Goliath II (curt)                                   | Director                                                        |
| 1961 | 101 dàlmates                                        | Director                                                        |
| 1961 | Aquamania (curt)                                    | Director                                                        |
| 1963 | The Sword in the Stone                              | Director                                                        |
| 1966 | Winnie the Pooh and the Honey Tree (curt)           | Director                                                        |
| 1967 | El llibre de la selva                               | Director                                                        |
| 1968 | Winnie the Pooh and the Blustery Day (curt)         | Director                                                        |
| 1970 | Els Aristogats                                      | Productor i Director                                            |
| 1973 | Robin Hood                                          | Productor i Director                                            |
| 1974 | Winnie the Pooh and Tigger Too (curt)               | Producer                                                        |
| 1977 | The Many Adventures of Winnie the Pooh              | Productor i Director                                            |
| 1977 | Els rescatadors                                     | Productor i Director                                            |
| 1981 | The Fox and the Hound                               | Co-Productor                                                    |
| 1985 | The Walt Disney Comedy and Magic Revue (Video curt) | Director – Archive Footage                                      |